# Pithecopus

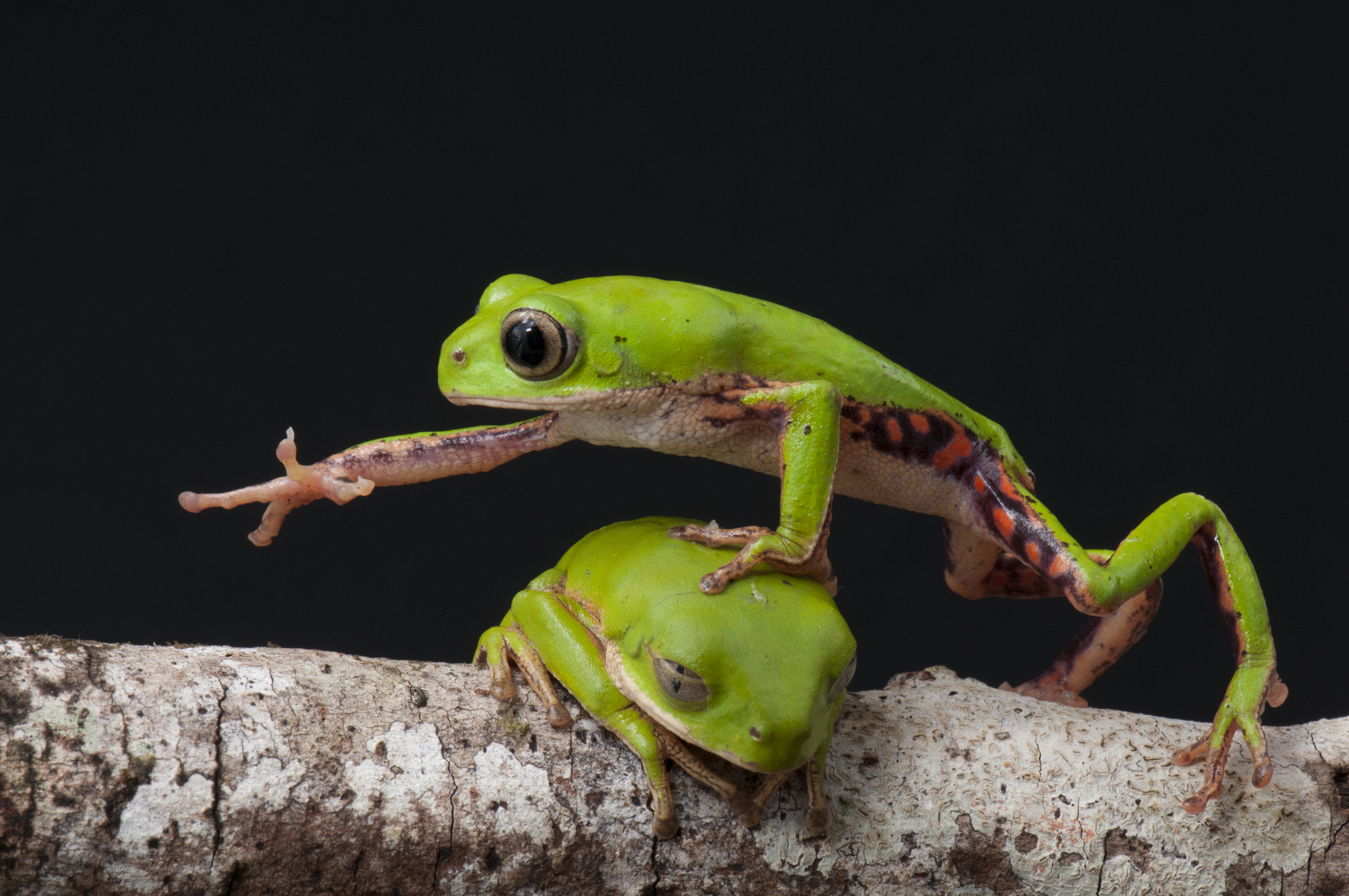
Jeden samiec przechodzi nad drugim podczas rywalizacji o gałąź. Fotografię wykonano w lesie atlantyckim, na terenie rezerwatu przyrody Michelina w gminie Igrapiúna, w stanie Bahia, w Brazylii

Pithecopus – rodzaj płazów bezogonowych z podrodziny Phyllomedusinae w rodzinie rzekotkowatych (Hylidae).

## Zasięg występowania
Rodzaj obejmuje gatunki występujące w tropikalnej Ameryce Południowej na wschód od Andów od południowej Wenezueli do północnej Argentyny.

## Morfologia
Długość ciała do 45 mm. Pierwszy palec jest znacznie dłuższy i przeciwstawny do drugiego. Nie posiadają „zębów lemieszowych” (ang. vomerine teeth).

## Systematyka

### Etymologia
- Pithecopus: gr. πιθηκος pithēkos „małpa”[6]; πους pous, ποδος podos „stopa”[7].
- Bradymedusa: gr. βραδυς bradus „powolny”[8]; Meduza (gr. Μεδουσα Medousa, łac. Medusa), w mitologii greckiej najmłodsza z trzech Gorgon[9]. Gatunek typowy: Bradymedusa moschata Miranda-Ribeiro, 1926 (= Phyllomedusa rohdei Mertens, 1926).

### Podział systematyczny
Do rodzaju należą następujące gatunki:
- Pithecopus araguaius Haga, Andrade, Bruschi, Recco-Pimentel & Giaretta, 2017
- Pithecopus ayeaye Lutz, 1966
- Pithecopus azureus (Cope, 1862)
- Pithecopus centralis (Bokermann, 1965)
- Pithecopus gonzagai Andrade, Haga, Ferreira, Recco-Pimentel, Toledo & Bruschi, 2020
- Pithecopus hypochondrialis (Daudin, 1800)
- Pithecopus megacephalus (Miranda-Ribeiro, 1926)
- Pithecopus nordestinus (Caramaschi, 2006)
- Pithecopus oreades (Brandão, 2002)
- Pithecopus palliatus (Peters, 1873) – chwytnica jaguaroboka[10]
- Pithecopus rohdei (Mertens, 1926)
- Pithecopus rusticus (Bruschi, Lucas, Garcia & Recco-Pimentel, 2014)